# Hadroneura rutila
Hadroneura rutila är en tvåvingeart som först beskrevs av Sherman 1921.  Hadroneura rutila ingår i släktet Hadroneura och familjen svampmyggor.
Artens utbredningsområde är British Columbia. Inga underarter finns listade i Catalogue of Life.